# Wormaldia algirica
Wormaldia algirica är en nattsländeart som beskrevs av Johannes-Antoine Lestage 1925. Wormaldia algirica ingår i släktet Wormaldia och familjen stengömmenattsländor. Inga underarter finns listade i Catalogue of Life.